# Amália Rodrigues
Amália Rodrigues (født 23. juli 1920, død 6. oktober 1999) var en portugisisk sangerinde og skuespillerinde, berømt som "dronningen af fado".
Hun begyndte at synge professionelt i 1939. Snart arbejdede hun i Spanien, Brasilien og Frankrig. I 1950 deltog hun i forestillinger til fordel af Marshall-planen og fra midten af 50erne var hun en international stjerne.
"Amália Rodrigues er for fado, hvad Mozart er for klassisk musik."
Hun trak sig tilbage i 1990.

## Udvalgt filmografi
- Les Amants du Tage (1954)
- Amália, Live in New York City (1990)

## Udvalgt diskografi
- Fados de Portugal / Flamencos da Espanha (1954)
- Amália Canta Luís de Camões (1965)

…